# Arabidella glaucescens
Arabidella glaucescens là một loài thực vật có hoa trong họ Cải. Loài này được E.A.Shaw mô tả khoa học đầu tiên năm 1965.